# Forte Campolongo
Il forte Campolongo è stata una fortezza militare costruita a difesa del confine italiano contro l'Impero austro-ungarico (lungo la linea di confine che attualmente si può collocare tra la provincia di Vicenza e il Trentino) a 1.720 metri di altitudine sulla sommità dell'omonimo monte che si eleva sul fianco destro della media Val d'Astico. Il forte si trova nel territorio comunale di Rotzo e si affaccia con pareti a picco sulla sottostante val d'Assa.
Recentemente è stato restaurato grazie al progetto dell'Ecomuseo della Grande Guerra nelle Prealpi Vicentine.

## Storia

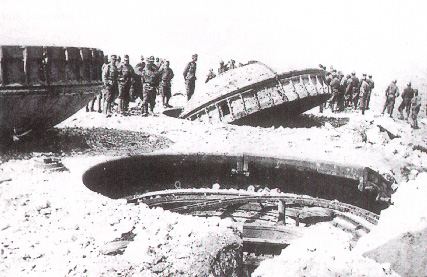
Le cupole del forte divelte

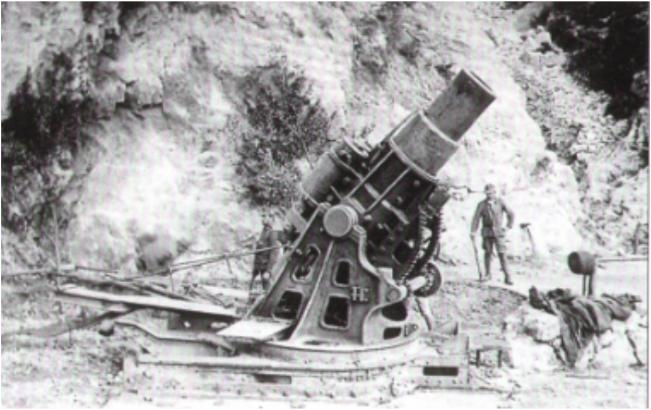
Mortaio Škoda da 305mm (Škoda 30,5 cm Vz. 1911) che distrusse il forte Campolongo ed anche il forte Verena

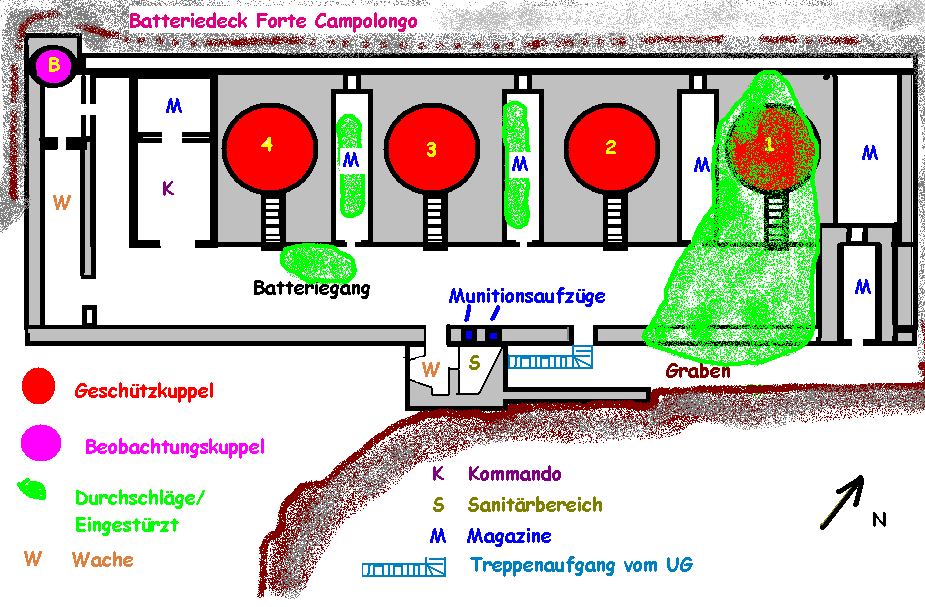
Schema del forte

Venne eretto negli anni 1912-14 e costituiva, con il forte Verena e il forte Corbin, la più diretta risposta alla linea dei forti austroungarici. Era una delle più moderne costruzioni operate dal Genio militare italiano. Nel luglio del 1915 venne gravemente danneggiato dal mortaio austroungarico Škoda da 305 mm appostato a Costalta e distrutto quasi completamente il 15 maggio 1916 dai colpi di un obice austro-ungarico da 380 mm (denominato "Barbara") posizionato nei pressi del forte Campo Luserna che diedero inizio all'Offensiva di Primavera. Il 22 maggio 1916 fu occupato dal nemico che lo tenne poi saldamente fino alla fine del conflitto.

## Caratteristiche

### Armamento
- 4 cannoni da 149 mm A posti in cupole girevoli dello spessore di 180 mm
- 4 cannoni da 75 mm B con affusto rigido
- 4 mitragliatrici

## Vie d'accesso
Al forte si può accedere partendo dal rifugio Campolongo o dallo Spiazzo Garibaldi (sentiero n. 810), località entrambe poste sulla strada che conduce al monte Verena.